# Élections municipales de 2020 à Rouen
Pour un article plus général, voir Élections municipales françaises de 2020.
Le premier tour des élections municipales de 2020 à Rouen a lieu le 15 mars 2020 tandis que le second tour, initialement prévu le 22 mars 2020, est reporté au 28 juin suivant en raison de la pandémie de Covid-19.
Le scrutin vise à renouveler non seulement le conseil municipal de Rouen mais aussi le conseil de la Métropole Rouen Normandie. Il s'agit donc d'élections municipales et intercommunales. Chaque bulletin de vote comporte deux listes : une liste de candidats aux seules élections municipales et une liste de ceux également candidats au conseil métropolitain.
Le contexte politique local est bouleversé par le retrait annoncé du maire sortant Yvon Robert, qui n'a pas souhaité concourir à ces élections pour conserver sa fonction. Sa succession fait l'objet d'une campagne électorale ouverte, marquée par les conséquences de l'incendie de l'usine classée Seveso de Lubrizol survenu le 26 septembre 2019.
Malgré ses divisions initiales, la gauche plurielle parvient finalement à conserver la mairie grâce à la victoire de la liste « Fiers de Rouen » conduite par l'ancien président du conseil régional de Haute-Normandie, Nicolas Mayer-Rossignol. Longtemps considéré comme un favori de ces élections, l'entrepreneur Jean-Louis Louvel se retire avant le second tour en dépit du soutien de La République en marche et de l'appui des Républicains. Seul candidat de droite resté en lice, Jean-François Bures demeure conseiller municipal mais voit sa liste n'obtenir qu'un mince résultat.
À la tête de la municipalité depuis 2008 après une première période (de 1995 à 2001), la gauche conforte sa place dans le paysage politique rouennais tandis que la droite paraît s'effondrer dans une ville pourtant longtemps dirigée par le centriste Jean Lecanuet.
Comme dans d'autres grandes villes, ces élections sont marquées lors des deux tours par des taux d'abstention très importants.

## Mode de scrutin

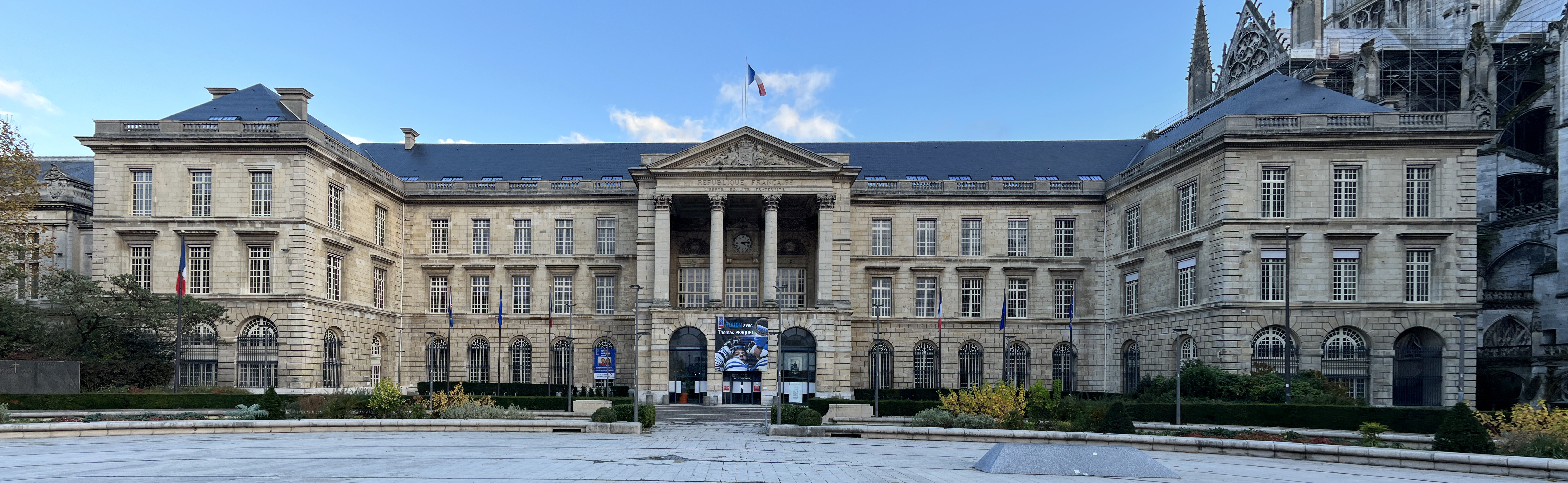
Hôtel de ville de Rouen.

Si une liste recueille la majorité absolue des voix, elle obtient la moitié des 65 sièges du conseil municipal. Le reste est réparti à la proportionnelle entre toutes les listes ayant obtenu au moins 5 % des suffrages exprimés.
Un deuxième tour est organisé si aucune liste n'atteint la majorité absolue et au moins 25 % des inscrits au premier tour. Seules les listes ayant obtenu au moins 10 % des suffrages exprimés peuvent s'y présenter. Les listes ayant obtenu au moins 5 % des suffrages exprimés peuvent fusionner avec une liste présente au second tour.
La désignation du maire est une élection qui se déroule ultérieurement, par le vote des seuls conseillers municipaux lors de leur première réunion. Dans la quasi-totalité des cas, c'est la tête de liste qui est choisie par la majorité.

## Contexte
La municipalité de Rouen est dirigée, depuis 2008, par le Parti socialiste (PS), qui a déjà été, de 1995 à 2001, le premier parti de la cité normande. Le 15 mars 2008, six jours après l'importante victoire de la coalition de gauche, la socialiste Valérie Fourneyron est élue maire de Rouen, succédant au centriste Pierre Albertini, dont la contestation de la politique et le soutien controversé à la candidature de Nicolas Sarkozy à l'élection présidentielle de 2007, lui ont coûté sa réélection.

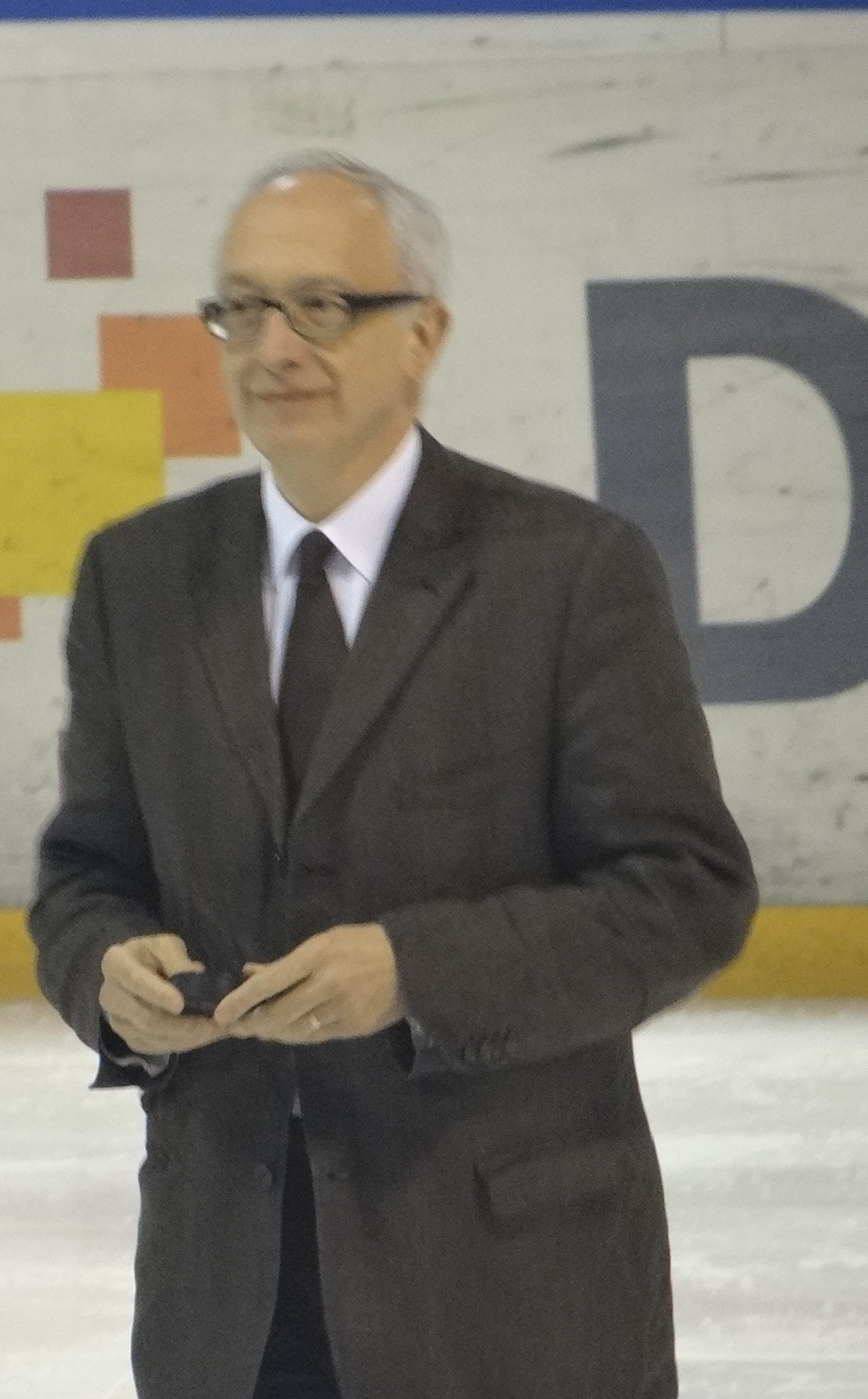
Yvon Robert, maire sortant de la ville.

Première femme maire de la « ville aux cent clochers » et comptant parmi les rares femmes maires de communes peuplées de plus de 100 000 habitants, Valérie Fourneyron quitte ses fonctions le 27 juin 2012 après avoir été nommée ministre des Sports, de la Jeunesse, de l'Éducation populaire et de la Vie associative. Le nouveau président François Hollande ayant décidé d'interdire le cumul d'une fonction ministérielle avec l'exercice d'une fonction locale de premier plan, la maire de Rouen ne pouvait continuer à diriger les affaires municipales de la ville, dont elle laisse la conduite à son premier adjoint, Yvon Robert. D'abord chargé d'un intérim, celui-ci, déjà maire de la ville de 1995 jusqu'à sa défaite, six ans plus tard, retrouve la présidence du conseil municipal le 6 juillet 2012, soutenu par les socialistes et les écologistes.
Un peu moins de deux ans après la victoire de la gauche aux élections présidentielle et législatives de 2012, le pouvoir socialiste est confronté à une forte impopularité qui ne se répercute pas sur le PS à Rouen : malgré une campagne difficile, marquée par les critiques de l'opposition de droite et du Front national (FN), la liste d'Yvon Robert, soutenue par Valérie Fourneyron, arrive en tête du premier tour avec un peu plus de 30 % des voix, contre 23 % pour la liste de l'Union pour un mouvement populaire (UMP) conduite par Jean-François Bures, 13 % pour la liste centriste de l'Union des démocrates et indépendants (UDI) emmenée par l'avocat Patrick Chabert et autant pour le FN, dirigé par Guillaume Pennelle. Les écologistes, qui ont refusé de s'allier dès le premier tour avec les socialistes, recueillent quant à eux 11 % des suffrages. L'abstention, très importante, étonne dans la mesure où les élections municipales suscitent généralement un réel intérêt civique, comparable à celui qu'entraîne notamment l'élection présidentielle.
Durant l'entre-deux-tours, le PS et Europe Écologie Les Verts (EÉLV) contractent une alliance, comme le font également les forces de l'opposition municipale que sont l'UMP et l'UDI. La coalition de gauche remporte finalement le second tour des élections, le 30 mars 2014, avec 46,8 % des voix, contre 41,4 % des voix pour la coalition de centre-droit. Le FN, pour la première fois, parvient à faire entrer trois élus au conseil municipal de Rouen.
La majorité composée des élus socialistes, écologistes et communistes se maintient tout au long de la mandature.
Lors des élections législatives de 2017, le PS essuie un important revers puisque les deux députées socialistes sortantes — Valérie Fourneyron et Luce Pane — ne sont pas réélues et sont remplacées par Damien Adam (LREM) dans la première circonscription de la Seine-Maritime et Hubert Wulfranc (PCF) dans la troisième circonscription.

### Résultats électoraux récents
| Scrutin             | 1er tour | 1er tour | 1er tour | 1er tour | 1er tour | 1er tour | 1er tour | 1er tour | 1er tour | 1er tour | 1er tour | 1er tour | 2d tour     | 2d tour     | 2d tour     | 2d tour     | 2d tour     | 2d tour     | 2d tour     | 2d tour     | 2d tour     |
| Scrutin             | 1er      | 1er      | %        | 2e       | 2e       | %        | 3e       | 3e       | %        | 4e       | 4e       | %        | 1er         | 1er         | %           | 2e          | 2e          | %           | 3e          | 3e          | %           |
| ------------------- | -------- | -------- | -------- | -------- | -------- | -------- | -------- | -------- | -------- | -------- | -------- | -------- | ----------- | ----------- | ----------- | ----------- | ----------- | ----------- | ----------- | ----------- | ----------- |
| Municipales 2014    |          | PS       | 30,24    |          | UMP      | 23,29    |          | UDI      | 13,62    |          | FN       | 13,38    |             | PS-EELV     | 46,80       |             | UMP-UDI     | 41,48       |             | FN          | 11,71       |
| Européennes 2014    |          | UMP      | 19,47    |          | PS       | 17,38    |          | FN       | 17,14    |          | EELV     | 13,73    | Tour unique | Tour unique | Tour unique | Tour unique | Tour unique | Tour unique | Tour unique | Tour unique | Tour unique |
| Régionales 2015     |          | PS       | 32,51    |          | UDI-UMP  | 26,50    |          | FN       | 17,56    |          | FG       | 8,23     |             | PS-EELV     | 49,60       |             | UDI-UMP     | 35,02       |             | FN          | 15,38       |
| Présidentielle 2017 |          | EM       | 27,53    |          | LFI      | 25,92    |          | LR       | 18,90    |          | FN       | 12,02    |             | LREM        | 80,04       |             | FN          | 19,96       | Pas de 3e   | Pas de 3e   | Pas de 3e   |
| Européennes 2019    |          | LREM     | 25,58    |          | EELV     | 18,20    |          | RN       | 13,26    |          | PS       | 8,47     | Tour unique | Tour unique | Tour unique | Tour unique | Tour unique | Tour unique | Tour unique | Tour unique | Tour unique |

### Enjeux

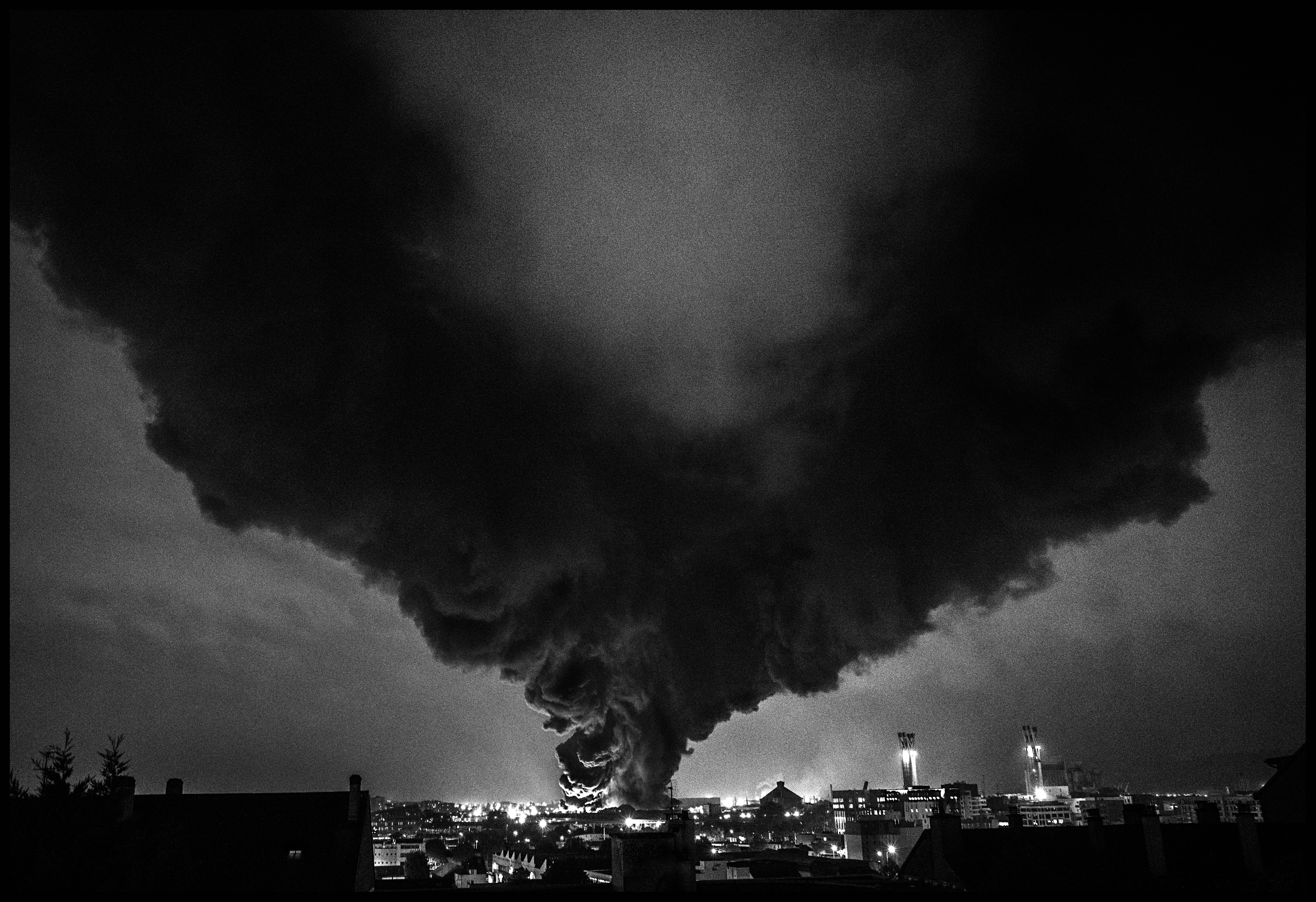
L'incendie de l'usine Lubrizol, au matin du 26 septembre 2019.

Ces élections doivent déterminer la succession du maire sortant Yvon Robert, qui refuse de solliciter un nouveau mandat. Elles interviennent quelques mois après l'incendie de l'usine Lubrizol ; les suites de cet accident, qui s'est produit le 26 septembre 2019, furent marquées par une succession de polémiques et de commentaires controversés relayés par les réseaux sociaux.
Par contrecoup, la question écologique est devenue l'une des thématiques essentielles de la campagne municipale, au bénéfice des écologistes conduits par Jean-Michel Bérégovoy selon les sondages.

## Forces en présence
| Liste | Liste                                                    | Partis           | Candidat à la mairie     | Nuance | Ordre |
| ----- | -------------------------------------------------------- | ---------------- | ------------------------ | ------ | ----- |
|       | Rouen animaliste                                         | PA               | Pierre-Alexandre Guesdon | DIV    | 1     |
|       | Rassemblement national pour Rouen                        | RN               | Guillaume Pennelle       | RN     | 2     |
|       | Au cœur de Rouen                                         | DVD              | Jean-François Bures      | DVD    | 3     |
|       | Rouen, notre commune                                     | LFI              | Lionel Descamps          | FI     | 4     |
|       | Fiers de Rouen                                           | PS-ND-PP         | Nicolas Mayer-Rossignol  | UG     | 5     |
|       | Rouen autrement                                          | LREM-LR-MoDem-AG | Jean-Louis Louvel        | DVC    | 6     |
|       | Lutte ouvrière : faire entendre le camp des travailleurs | LO               | Frédéric Podguszer       | EXG    | 7     |
|       | Nos vies, pas leurs profits. Rouen en lutte              | NPA              | Marc Fouilloux           | EXG    | 8     |
|       | Réenchantons Rouen                                       | EELV-PCF-G·s     | Jean-Michel Bérégovoy    | VEC    | 9     |
|       | Ensemble pour Rouen                                      | DVC              | Marine Caron             | DVC    | 10    |

### Lutte ouvrière: faire entendre le camp des travailleurs
Lutte ouvrière désigne Frédéric Podguszer, déjà tête de liste à Rouen aux élections municipales françaises de 2014, comme tête de liste.

### Nos vies, pas leurs profits. Rouen en lutte (NPA)
Le Nouveau Parti anticapitaliste se choisit Marc Fouilloux, professeur de musique au collège d'Oissel, comme tête de liste.

### Rouen, notre commune (LFI)
En septembre 2018, La France Insoumise a désigné Farida Majdoub et Lionel Descamps, chefs de file pour les municipales à Rouen, chargés d'animer la campagne électorale, mais pas nécessairement têtes de liste. Le choix de la tête de liste se fera finalement le 6 janvier 2020 avec l'annonce de Lionel Descamps.

### Fiers de Rouen (PS-ND-DVG)
Le maire sortant Yvon Robert a décidé de ne pas se représenter. Conseiller municipal à Rouen et ancien président du conseil régional de Haute-Normandie, Nicolas Mayer-Rossignol est le candidat officiel du Parti socialiste. Il obtient le soutien de Nouvelle Donne, de Place publique et du Parti radical de gauche[réf. souhaitée].

### Réenchantons Rouen (EÉLV-G.s-PCF)
Jean-Michel Bérégovoy (fils du député Michel Bérégovoy et neveu du premier ministre Pierre Bérégovoy,), adjoint au maire de Rouen, est désigné le 18 octobre pour mener la liste Europe Écologie Les Verts aux élections municipales lors d’une assemblée générale réunissant des militants rouennais du parti et des membres du groupe écologiste et citoyen Décidons Rouen. Alors qu'ils avaient fait liste commune avec le Parti socialiste en 2014, le Parti communiste annonce finalement soutenir la liste menée par Jean-Michel Bérégovoy. Le parti Génération.s soutient aussi la liste sur laquelle figure notamment l'ancienne présidente du MJS Laura Slimani.

### Rouen autrement (LREM-LR-MoDem-AG)
Le 29 août 2019, l'homme d'affaires Jean-Louis Louvel annonce qu'il sera candidat. Il reçoit le soutien du Modem et d'Agir avant de recevoir le 14 octobre celui de la République en marche. Le 20 novembre, le parti Les Républicains apporte son soutien au candidat centriste.
Jean-Louis Louvel est notamment propriétaire du club de Rugby Rouen Normandie rugby ainsi que du quotidien régional Paris-Normandie. Le directeur général de Paris Normandie est évincé, alors qu'il avait fait part de son opposition à la candidature de son patron. Jean-Louis Louvel a assuré vouloir trouver des solutions pour garantir l'indépendance éditoriale du titre régional.
Il préside aussi l'Agence de développement économique de la Métropole de Rouen Rouen Normandy Invest.
Le 27 mai 2020, il annonce qu'il retire sa candidature au 2e tour.

### Au cœur de Rouen (LR diss.-DVD)
Jean-François Bures, vice-président du conseil départemental de la Seine-Maritime et conseiller municipal à Rouen, élu sous l'étiquette des Républicains déclare sa candidature pour la liste de la droite et du centre le 23 septembre. Dans un sondage IFOP commandé par Les Républicains et par Hervé Morin, il était apparu comme le mieux placé à droite. Le 20 novembre, il n'obtient pas l'investiture des Républicains qui préfère la donner à son adversaire Jean-Louis Louvel. Il décide toutefois de maintenir sa candidature.

### Ensemble pour Rouen (DVC)
En septembre 2018, Marine Caron, vice-présidente du conseil départemental de la Seine-Maritime, élue en 2015 conseillère départementale sur le canton de Rouen-1 sous l'étiquette UDI, annonce qu'elle sera candidate aux élections municipales en tandem avec le conseiller municipal Robert Picard. Candidate à l'investiture de LREM, elle ne l'obtient pas mais maintient sa candidature à la tête d'une liste indépendante, sans le soutien d'aucun parti politique.
Elle se rallie à Jean-François Bures avant le second tour.

### Rassemblement national pour Rouen (RN)
Guillaume Pennelle, chef du groupe du Rassemblement national au conseil municipal de Rouen et déjà candidat en 2014 pour le Front National, officialise sa candidature à la mairie de Rouen le 25 octobre.

### Rouen animaliste (PA)
Pierre-Alexandre Guesdon, référent local à Rouen pour L214 depuis 2016 et créateur du collectif rouennais contre les cirques avec animaux, mène la liste du Parti animaliste.

## Déroulement de la campagne

### Premier tour
Début mars, un sondage IPSOS annonce que la liste écologiste menée par Jean-Michel Bérégovoy pourrait virer en tête au premier tour, à quelques points de son concurrent socialiste Nicolas Mayer-Rossignol mais avec cinq points d'avance sur Jean-Louis Louvel.
Finalement, c'est la liste de Nicolas Mayer-Rossignol qui arrive en tête au premier tour, avec 29% des voix, un score similaire à celui obtenu par le maire sortant Yvon Robert en 2014. En deuxième place, la liste écologiste menée par Jean-Michel Bérégovoy obtient 23 % des voix, un score supérieur à celui obtenu par les écologistes aux européennes de 2019 et plus de deux fois leur score aux municipales de 2014. Jean-Louis Louvel arrive troisième, avec seulement 16 % des voix, moins que ce que prévoyait le sondage IPSOS. Un quatrième candidat, Jean-François Bures, parvient de justesse à se hisser au second tour avec 10,16 %. Contrairement à 2014, Guillaume Penellle, candidat du Rassemblement National, ne parvient pas à se hisser au second tour avec seulement 7 %, la moitié de son score en 2014 ou de celui de la liste RN aux européennes de 2019.
Le total des listes identifiées à gauche (PS, écologiste, FI, NPA et LO) est de 57 %, alors qu'il n'était que de 49 % au premier tour de l'élection municipale de 2014.

### Second tour
Au soir du premier tour, Jean-Michel Bérégovoy, candidat de la liste « Réenchantons Rouen », arrivée en seconde position, annonce son intention de fusionner avec la liste menée par Nicolas Mayer-Rossignol. Cette fusion est annoncée dans la semaine qui suit le premier tour.
À la suite de l'épidémie de Covid-19 et de la mise en place de mesures de confinement, le gouvernement suspend l'organisation du second tour prévue initialement le 22 mars 2020. Le 22 mai, le premier ministre annonce la tenue du second tour le 28 juin.
Le 25 mai, Jean-François Bures, arrivé quatrième, et Marine Caron, arrivée sixième, annoncent la fusion de leurs listes en vue du second tour de l'élection. Le 28 mai, Jean-Louis Louvel, candidat soutenu par LREM et LR, arrivé en troisième position, annonce qu'il renonce à briguer la mairie de Rouen et demande que des membres de sa liste puissent figurer sur celle de Jean-François Bures et Marine Caron.

## Sondages

### Premier tour

#### 2020
| Source | Date de réalisation       | Échantillon | LO        | NPA       | LFI      | PS - ND         | EELV - PCF - G.s | DVC   | MoDem - Agir - UDI - LR | DVD   | RN       | PA      |
| Source | Date de réalisation       | Échantillon | Podguszer | Fouilloux | Descamps | Mayer-Rossignol | Bérégovoy        | Caron | Louvel                  | Bures | Pennelle | Guesdon |
| ------ | ------------------------- | ----------- | --------- | --------- | -------- | --------------- | ---------------- | ----- | ----------------------- | ----- | -------- | ------- |
| Source | Date de réalisation       | Échantillon |           |           |          |                 |                  |       |                         |       |          |         |
| Ipsos  | 28 février au 4 mars 2020 | 600         | 1         | 1         | 5        | 22              | 24               | 6     | 19                      | 10    | 10       | 2       |

#### 2019
| Source | Date de réalisation     | Échantillon | LFI   | PS - ND         | EELV - PCF - G.s | LREM  | LREM   | LREM | MoDem - Agir - UDI | LR    | RN       | Autres |
| Source | Date de réalisation     | Échantillon | Labbé | Mayer-Rossignol | Bérégovoy        | Caron | Picard | Adam | Louvel             | Bures | Pennelle |        |
| ------ | ----------------------- | ----------- | ----- | --------------- | ---------------- | ----- | ------ | ---- | ------------------ | ----- | -------- | ------ |
| Source | Date de réalisation     | Échantillon |       |                 |                  |       |        |      |                    |       |          |        |
| Ifop   | 20 au 25 septembre 2019 | 601         | 10    | 20              | 24               | 15    | —      | —    | 18                 | 18    | 12       | 1      |
| 9      | 21                      | 24          | —     | 13              | —                | 19    | 19     | 13   | 1                  |       |          |        |
| 9      | 21                      | 23          | —     | —               | 17               | 18    | 18     | 11   | 1                  |       |          |        |
| 8      | 20                      | 23          | 22    | 22              | 22               | 22    | 13     | 13   | 1                  |       |          |        |

N.B. :
- en gras sur fond coloré : le candidat arrivé en tête du sondage ;
- en gras sur fond blanc le candidat arrivé en deuxième position du sondage.

## Résultats
|                                                          |                          |                           |              |              |             |             |         |         |
| Tête de liste                                            | Tête de liste            | Liste                     | Premier tour | Premier tour | Second tour | Second tour | Sièges  | Sièges  |
| Tête de liste                                            | Tête de liste            | Liste                     | Voix         | %            | Voix        | %           | CM      | MRN     |
|                                                          | Nicolas Mayer-Rossignol  | PS-ND-PP                  | 6 144        | 29,52        | 10 889      | 67,12       | 46      | 20      |
| Fiers de Rouen                                           |                          |                           | 6 144        | 29,52        | 10 889      | 67,12       | 46      | 20      |
|                                                          | Jean-Michel Bérégovoy    | EELV-PCF-G.s              | 4 820        | 23,16        | 10 889      | 67,12       | 46      | 20      |
| Réenchantons Rouen                                       |                          |                           | 4 820        | 23,16        | 10 889      | 67,12       | 46      | 20      |
|                                                          | Jean-François Bures      | LR diss.                  | 2 115        | 10,16        | 5 333       | 32,87       | 9       | 4       |
| Au cœur de Rouen                                         |                          |                           | 2 115        | 10,16        | 5 333       | 32,87       | 9       | 4       |
|                                                          | Marine Caron             | LREM diss.                | 1 279        | 6,14         | 5 333       | 32,87       | 9       | 4       |
| Ensemble pour Rouen                                      |                          |                           | 1 279        | 6,14         | 5 333       | 32,87       | 9       | 4       |
|                                                          | Jean-Louis Louvel        | LREM-LR-MR-MoDem-Agir-UDI | 3 494        | 16,79        | Retrait     | Retrait     | Retrait | Retrait |
| Rouen autrement                                          |                          |                           | 3 494        | 16,79        | Retrait     | Retrait     | Retrait | Retrait |
|                                                          | Guillaume Penelle        | RN                        | 1 411        | 6,78         |             |             |         |         |
| Rassemblement national pour Rouen                        |                          |                           | 1 411        | 6,78         |             |             |         |         |
|                                                          | Lionel Descamps          | LFI                       | 735          | 3,53         |             |             |         |         |
| Rouen, notre commune                                     |                          |                           | 735          | 3,53         |             |             |         |         |
|                                                          | Pierre-Alexandre Guesdon | PA                        | 452          | 2,17         |             |             |         |         |
| Rouen Animaliste                                         |                          |                           | 452          | 2,17         |             |             |         |         |
|                                                          | Marc Fouilloux           | NPA                       | 221          | 1,06         |             |             |         |         |
| Nos vies, pas leurs profits. Rouen en lutte              |                          |                           | 221          | 1,06         |             |             |         |         |
|                                                          | Frédéric Podguszer       | LO                        | 143          | 0,69         |             |             |         |         |
| Lutte ouvrière : faire entendre le camp des travailleurs |                          |                           | 143          | 0,69         |             |             |         |         |
|                                                          |                          |                           |              |              |             |             |         |         |
| Votes valides                                            | Votes valides            | Votes valides             | 20 814       | 96,86        | 16 222      | 96,58       |         |         |
| Votes blancs                                             | Votes blancs             | Votes blancs              | 173          | 0,81         | 348         | 0,61        |         |         |
| Votes nuls                                               | Votes nuls               | Votes nuls                | 502          | 2,34         | 226         | 1,35        |         |         |
| Total                                                    | Total                    | Total                     | 21 489       | 100          | 16 796      | 100         | 55      | 24      |
| Abstention                                               | Abstention               | Abstention                | 35 075       | 62,01        | 39 810      | 70,33       |         |         |
| Inscrits / participation                                 | Inscrits / participation | Inscrits / participation  | 56 564       | 37,99        | 56 606      | 29,67       |         |         |